# Рупе (Целє)
Рупе (словен. Rupe) — поселення в общині Целє, Савинський регіон, Словенія. 
Висота над рівнем моря: 391,1 м.